# هوشنغ رفعتي
هوشنغ رفعتي (بالفارسية: هوشنگ رفعتی) هو لاعب كرة سلة إيراني. مثّل منتخب بلاده. شارك في دورة الألعاب الأولمبية الصيفية سنة 1948.

## روابط خارجية
- هوشنغ رفعتي على موقع الاتحاد الدولي لكرة السلة (الإنجليزية)
- هوشنغ رفعتي على موقع سبورتس رفرنس (الإنجليزية)
- هوشنغ رفعتي على موقع أوليمبيديا (الإنجليزية)